# بارنم (مینه‌سوتا)
بارنم، مینه‌سوتا (به انگلیسی: Barnum, Minnesota) یک شهر در ایالات متحده آمریکا است که در مینه‌سوتا واقع شده‌است.

## خصوصیات
بارنم ۲٫۵۹ کیلومترمربع مساحت و ۶۱۳ نفر جمعیت دارد و ۳۳۷ متر بالاتر از سطح دریا واقع شده‌است.